# Plusquellec
Plusquellec (bretonisch Pluskelleg) ist eine französische Gemeinde mit 557 Einwohnern (Stand: 1. Januar 2022) im Département Côtes-d’Armor in der Region Bretagne. Sie gehört zum Arrondissement Guingamp und zum Kanton Callac. Die Einwohner werden Plusquellécois(es) genannt.

## Geographie
Plusquellec liegt etwa 54 Kilometer westsüdwestlich von Saint-Brieuc. 

## Bevölkerungsentwicklung
| Plusquellec: Einwohnerzahlen von 1793 bis 2016                                                                             | Plusquellec: Einwohnerzahlen von 1793 bis 2016 | Plusquellec: Einwohnerzahlen von 1793 bis 2016 | Plusquellec: Einwohnerzahlen von 1793 bis 2016 | Plusquellec: Einwohnerzahlen von 1793 bis 2016 |
| --- | ---------------------------------------------- | ---------------------------------------------- | ---------------------------------------------- | ---------------------------------------------- |
| Jahr |                                                |                                                |                                                | Einwohner                                      |
| 1793 | 1793                                           |                                                | 1.062                                          | 1.062                                          |
| 1800 | 1800                                           |                                                | 923                                            | 923                                            |
| 1806 | 1806                                           |                                                | 1.201                                          | 1.201                                          |
| 1821 | 1821                                           |                                                | 1.152                                          | 1.152                                          |
| 1831 | 1831                                           |                                                | 1.274                                          | 1.274                                          |
| 1836 | 1836                                           |                                                | 1.368                                          | 1.368                                          |
| 1841 | 1841                                           |                                                | 1.342                                          | 1.342                                          |
| 1846 | 1846                                           |                                                | 1.442                                          | 1.442                                          |
| 1851 | 1851                                           |                                                | 1.502                                          | 1.502                                          |
| 1856 | 1856                                           |                                                | 1.432                                          | 1.432                                          |
| 1861 | 1861                                           |                                                | 1.511                                          | 1.511                                          |
| 1866 | 1866                                           |                                                | 1.561                                          | 1.561                                          |
| 1872 | 1872                                           |                                                | 1.479                                          | 1.479                                          |
| 1876 | 1876                                           |                                                | 1.570                                          | 1.570                                          |
| 1881 | 1881                                           |                                                | 1.550                                          | 1.550                                          |
| 1886 | 1886                                           |                                                | 1.597                                          | 1.597                                          |
| 1891 | 1891                                           |                                                | 1.648                                          | 1.648                                          |
| 1896 | 1896                                           |                                                | 1.650                                          | 1.650                                          |
| 1901 | 1901                                           |                                                | 1.612                                          | 1.612                                          |
| 1906 | 1906                                           |                                                | 1.682                                          | 1.682                                          |
| 1911 | 1911                                           |                                                | 1.661                                          | 1.661                                          |
| 1921 | 1921                                           |                                                | 1.574                                          | 1.574                                          |
| 1926 | 1926                                           |                                                | 1.518                                          | 1.518                                          |
| 1931 | 1931                                           |                                                | 1.331                                          | 1.331                                          |
| 1936 | 1936                                           |                                                | 1.260                                          | 1.260                                          |
| 1946 | 1946                                           |                                                | 1.190                                          | 1.190                                          |
| 1954 | 1954                                           |                                                | 1.003                                          | 1.003                                          |
| 1962 | 1962                                           |                                                | 902                                            | 902                                            |
| 1968 | 1968                                           |                                                | 825                                            | 825                                            |
| 1975 | 1975                                           |                                                | 699                                            | 699                                            |
| 1982 | 1982                                           |                                                | 575                                            | 575                                            |
| 1990 | 1990                                           |                                                | 551                                            | 551                                            |
| 1999 | 1999                                           |                                                | 521                                            | 521                                            |
| 2006 | 2006                                           |                                                | 498                                            | 498                                            |
| 2011 | 2011                                           |                                                | 573                                            | 573                                            |
| 2016 | 2016                                           |                                                | 528                                            | 528                                            |
| Quelle(n): EHESS/Cassini bis 1999, INSEE ab 2006 Anmerkung(en): Ab 1962 offizielle Zahlen ohne Einwohner mit Zweitwohnsitz |                                                |                                                |                                                |                                                |

## Sehenswürdigkeiten
Siehe: Liste der Monuments historiques in Plusquellec
- Fünf Herrenhäuser in Kerdiriou, La Haute Boissière, Guermoal, La Rivière bzw. Guellec ar sal aus dem 16. bis 18. Jahrhundert
- Pfarrhaus, 1688 erbaut
- Friedhofskreuz aus dem 17. Jahrhundert, seit 1926 als Monument historique eingeschrieben
- Pfarrkirche Notre-Dame des Grâces aus dem 16. Jahrhundert mit Calvaire, seit 2018 als Monument historique eingeschrieben
- Kapelle Saint-Mélar in Locmenal aus dem 17. Jahrhundert
- Kapelle Saint-Fiacre, Neubau im Jahre 1933 mit Wiederverwendung von Teilen des Vorgängerbaus aus dem 14. und 16. Jahrhundert
- Kapelle in Coatleau, erbaut 1856

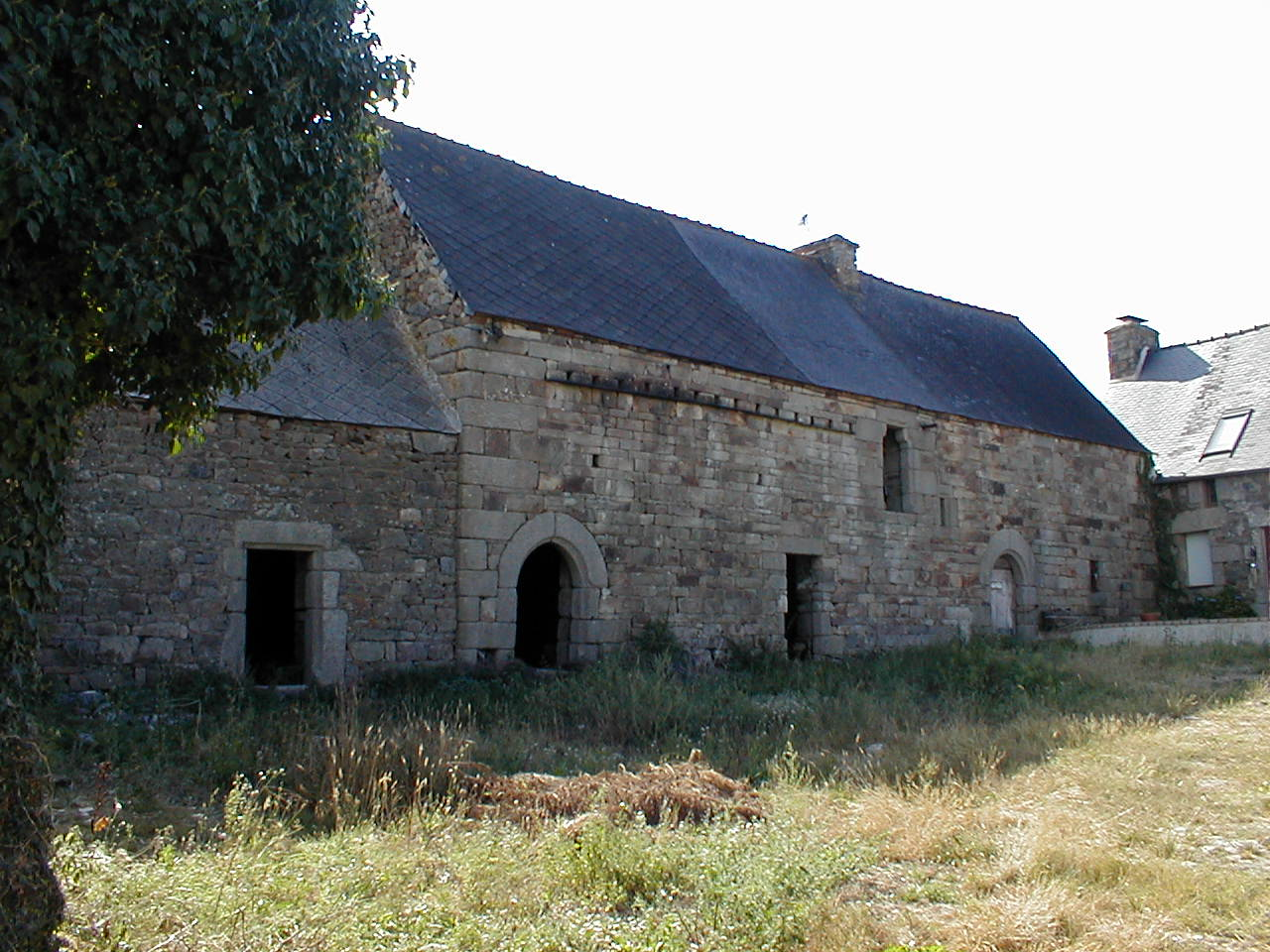
Herrenhaus in La Haute Boissière
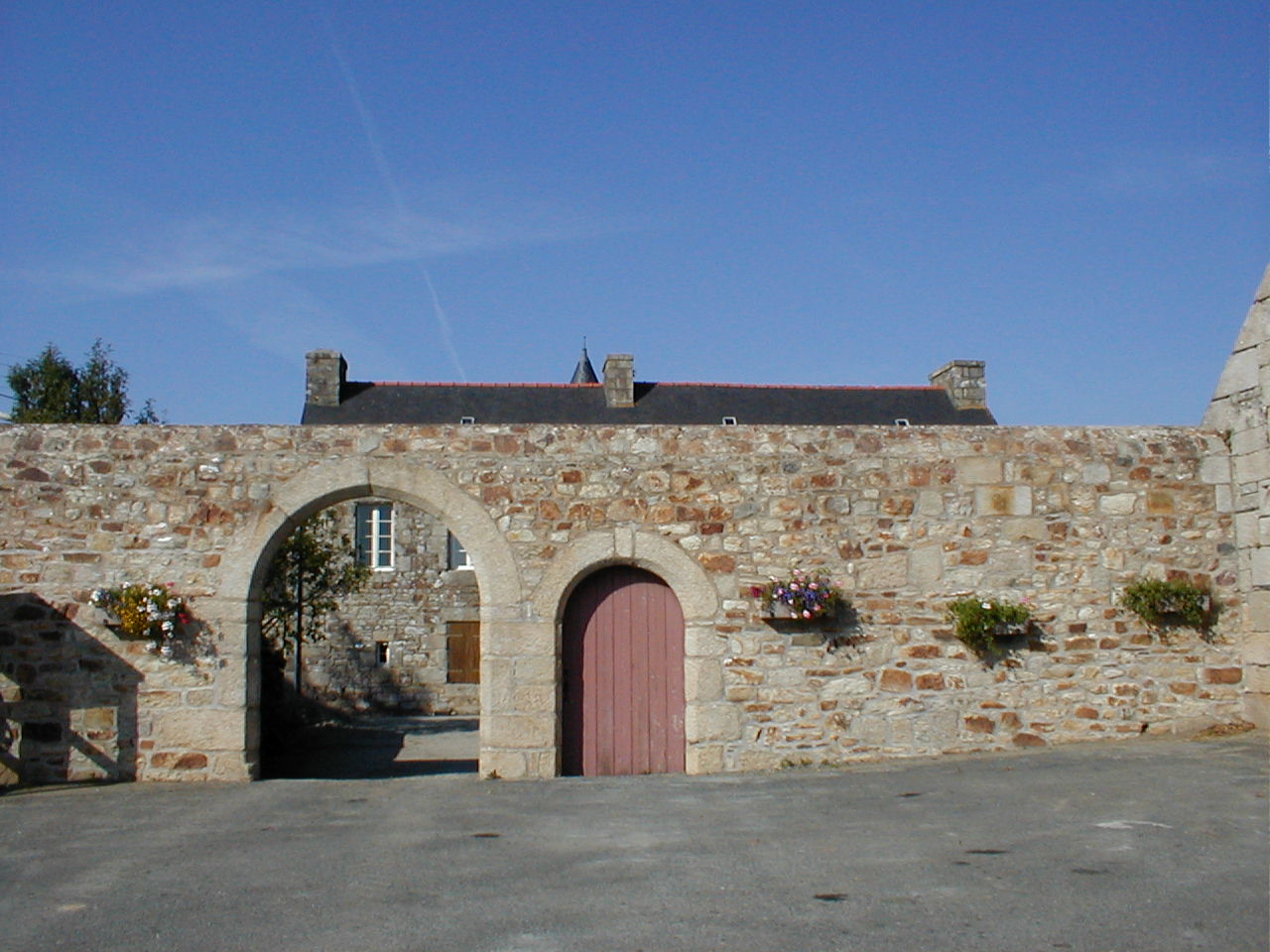
Pfarrhaus